# Cyrtandra vaginata
Cyrtandra vaginata är en tvåhjärtbladig växtart som beskrevs av Brian Laurence Burtt. Cyrtandra vaginata ingår i släktet Cyrtandra och familjen Gesneriaceae. Inga underarter finns listade i Catalogue of Life.